# Dessau
Dessau (česky Desava) je město v německé Spolkové zemi Sasko-Anhaltsko ležící na soutoku řek Mulde a Labe. Od 1. července 2007 je částí souměstí Dessau-Roßlau. V letech 1924–1932 zde sídlilo centrum školy Bauhaus. Dne 25. dubna 1626 se zde strhla bitva třicetileté války, ve které Albrecht z Valdštejna porazil vojska Haagské koalice pod vedením Arnošta z Mansfeldu.

## Geografie
Dessau se nachází v nadmořské výšce 61 metrů. Nejvyšší nadmořská výška je asi 110 m vysoká bývalá skládka odpadu (Scherbelberg) jihozápadně od města. Město je obklopeno několika paláci a parky, a proto je jedním z nejzelenějších měst v Německu. Dessau je pravidelně ohrožováno povodněmi. Podstatná část parků je od roku 2000 pod ochranou UNESCO jako tzv. „Desavsko-wörlitzská zahradní říše“.
Město Dessau bylo rozděleno pro statistické účely do 21 okresů a 49 statistických oblastí.
| - 01 Innerstädtischer Bereich Nord - 02 Innerstädtischer Bereich Mitte - 03 Innerstädtischer Bereich Süd - 04 Süd - 05 Haideburg - 06 Törten - 07 Mildensee | - 08 Waldersee - 09 Ziebigk - 10 Siedlung - 11 Großkühnau - 12 Kleinkühnau - 13 West - 14 Alten | - 15 Kochstedt - 16 Mosigkau - 17 Zoberberg - 18 Kleutsch - 19 Sollnitz - 20 Brambach - 21 Rodleben mit Ortsteil Tornau |

## Architektura

### Bauhaus
Budova Bauhausu je stavba z let 1925/26, kterou navrhl architekt Walter Gropius pro výtvarnou školu Bauhaus v Dessau. Roku 1996 byla přidána do seznamu světového dědictví UNESCO společně s dalšími stavbami Bauhausu ve Výmaru, Desavě a Bernau bei Berlin. Podobně jako motto Bauhausu – spojit architekturu, umění, design a řemeslo v jeden celek, tak působí i tato budova, kterou je možné chápat jako manifest funkcionalizmu.
Budova Bauhausu je dnes sídlem nadace „Stiftung Bauhaus“, která byla založena roku 1994, jejímž úkolem je zachování kulturního dědictví historického Bauhausu. Nadace je rozčleněna do tří sekcí: Dílna, Sbírka a Akademie. V archivním fondu Bauhausu je uchováváno na 25 000 originálních dokumentů – záznamů, výsledků stavebních výzkumů i rekonstrukcí a jiných materiálů. V knihovně Bauhausu se nacházejí historická i aktuální díla zabývající se problematikou, architektury, krajinotvorbou, životním prostředím, uměním, designem, typografií, grafikou, fotografií i divadlem. Vedle univerzálních přednášek, rozsáhlého archivu a knihovny nabízí Bauhaus také publikace, výstavy, slavnosti, prohlídky s odborným výkladem, exkurze a také prostorné jeviště. Výstavy se pořádají také v domech mistrů.

## Kultura

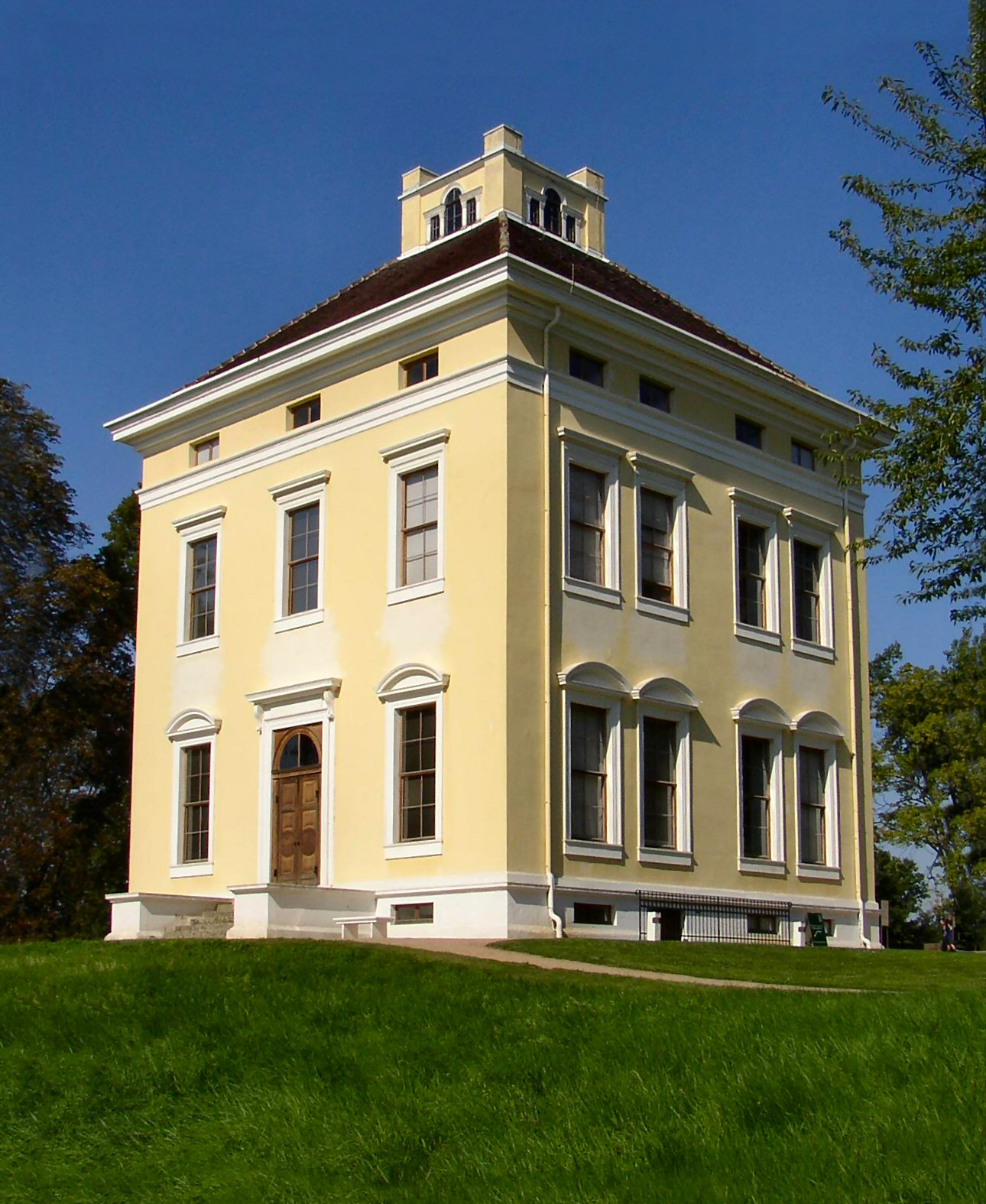
Luisium

### Divadla a muzea
- Anhaltské divadlo[4] včetně Gregor Seyffert & Compagnie
- Muzeum historie města
- Anhaltská umělecká galerie v paláci Georgium s parkem (v současné době uzavřena)
- Muzeum paláce Mosigkau
- Zámecké muzeum Luisium s parkem
- Muzeum paláce Oranienbaum s parkem
- Muzeum přírodní historie a pravěku
- Centrum Mosese Mendelssohna
- Technické muzeum Hugo Junkerse
- Kino komplex UCI
- Kiez-Cinema (jedno z nejmenších kin v Německu)[5]

### Regionální média
- Mitteldeutsche Zeitung (denní tisk, pondělí až sobota)
- Wochenspiegel (bezplatné noviny ve středu) a Supersonntag (bezplatné noviny v neděli)
- REGJO (čtvrtletní ekonomický časopis pro region Lipsko/Halle)
- leo[6] (měsíčník, regionální časopis týkající se událostí a kultury)
- místní ateliéry MDR a SAW (Radiostations)
- místní televizní stanice: RAN 1 a Offener Kanal Dessau

## Osobnosti z Dessau
- Jiří III. Anhaltsko-Desavský (1507–1553)
- Bernhard VII. Anhaltský(1540–1570)
- Jan Kazimír Anhaltsko-Desavský (1596–1660)
- Jan Jiří II. Anhaltsko-Desavský(1627–1693)
- Leopold I. Anhaltsko-Desavský (1676–1747)
- Mořic Anhaltsko-Desavský (1712–1760)
- Moses Mendelssohn (1729–1786)
- Dorit Zinn (* 1940)
- Manfred Jendryschik (* 1943)
- Ameli Koloska (* 1944)
- Georg Seidel (1945–1990)
- Peter Massing (* 1946)
- Emil Schult (* 1946)
- Hans-Christian Sachse (* 1947)
- Gerhard Mitschke (* 1948)
- Hans-Joachim Sopart (* 1950)
- Lothar Alisch (1951–2000)
- Gerd Kroske (* 1958)
- Carsten Herrmann-Pillath (* 1959)
- Werner Schildhauer (* 1959)
- Thomas Kretschmann (* 1962)
- Annette Schlünz (* 1964)
- Jens Kolze (* 1967)
- Frank Reimann (* 1967)
- Matthias Kanter (* 1968)
- Guido Lambrecht (* 1968)
- Steffi Lemke (* 1968)
- Susanne Evers (* 1970)
- Dirk Hannemann (* 1970)
- Katja Frenzel-Röhl (* 1974)
- Henrike Müller (* 1975)
- Danny Fuchs (* 1976)
- Beatrice Kaps-Zurmahr (* 1977)
- Sandra Naujoks (* 1981),
- Jana Gegner (* 1985),
- Georg Helt (1485–1545),
- Georg Raumer (1610–1691),
- Friedrich Wilhelm von Erdmannsdorff (1736–1800),
- Friedrich Schneider (1786-1853)
- Carl Wilhelm Kolbe (1759–1835)
- Leopold von Morgenstern (1790–1864),
- Moritz von Cohn (1812–1900),
- Georg Höhn (1812–1879),
- Anton von Krosigk (1820–1892),
- Hugo Junkers (1859–1935),
- Richard Bartmuß (1859–1910),
- Friedrich Lutzmann (1859–1930),
- Wilhelm Trippler (1897–1964),
- Werner Steinberg (1913–1992)
- Walter Gropius (1883–1969),
- Heinz Rammelt (1912-2004),
- Oury Jalloh (1968–2005)

## Partnerská města
- Argenteuil, Francie, 1959
- Gliwice, Polsko, 1992
- Ibbenbüren, Severní Porýní-Vestfálsko, Německo
- Klagenfurt, Rakousko, 1971
- Ludwigshafen, Porýní-Falc, Německo, 1988
- Roudnice nad Labem, Česko